# FNS uta no nacu macuri
Az FNS uta no nacu macuri (FNSうたの夏まつり; Hepburn: FNS Uta no Natsu Matsuri) vagy angol címén FNS Summer Music Festival éves rendszerességű zenés műsor, melyet a Fuji Network System és a Fuji Television rendez.

## Műsorvezetők
- Az átlag nézettség a Video Search adatait (Kantó régió, háztartások) veszi alapul. A Pirossal kiemelt a műsor történetének legnézettebb, míg a kékkel kiemelt a legkevésbé nézettebb adása.

| Kiadás | Dátum               | Nap    | Műsoridő                                                                                           | Közvetítési cím                              | Házigazda        | Házigazda         | Segéd          | Helyszín                  | Átlagos nézettség | Legmagasabb nézettség |
| Kiadás | Dátum               | Nap    | Műsoridő                                                                                           | Közvetítési cím                              | Férfi            | Nő                | Segéd          | Helyszín                  | Átlagos nézettség | Legmagasabb nézettség |
| ------ | ------------------- | ------ | -------------------------------------------------------------------------------------------------- | -------------------------------------------- | ---------------- | ----------------- | -------------- | ------------------------- | --- | --------------------- |
| 1.     | 2012. augusztus 8.  | Szerda | 19:00–23:08                                                                                        | 2012 FNS uta no nacu macuri                  | Kuszanagi Cujosi | Takasima Aja      | —              | Yoyogi National Gymnasium | 14,4% | Ismeretlen            |
| 2.     | 2013. július 31.    | Szerda | 18:55–23:08                                                                                        | 2013 FNS uta no nacu macuri                  | Kuszanagi Cujosi | Kató Ajako        | —              | Yoyogi National Gymnasium | 14,9% | 19,8%                 |
| 3.     | 2014. augusztus 13. | Szerda | 19:00–23:08                                                                                        | 2014 FNS uta no nacu macuri                  | Kuszanagi Cujosi | Kató Ajako        | —              | Yoyogi National Gymnasium | 14,5% | 17,9%                 |
| 4.     | 2015. július 29.    | Szerda | 19:00–20:53 (1. rész) 20:53–23:08 (2. rész)                                                        | 2015 FNS uta no nacu macuri                  | Vatanabe Ken     | Moritaka Csiszato | Karube Sinicsi | Yoyogi National Gymnasium | 10,7% (1. rész, 19:00–20:53) 13,3% (2. rész, 20:53–23:08)                                                                     | 16,2%                 |
| 5.     | 2016. július 18.    | Hétfő  | 11:45–16:50 (1. rész) 17:20–19:00 (2. rész) 19:00–21:00 (3. rész) 22:00–23:24 (éjszakai fesztivál) | 2016 FNS uta no nacu macuri: Uminohi Special | Vatanabe Ken     | Moritaka Csiszato | Kató Ajako     | FCG Building              | 06,1% (1. rész, 17:20–19:00) 8,8% (2. rész, 17:20–19:00) 10,9% (3. rész, 19:00–21:00) 10,5% (éjszakai fesztivál, 22:00–23:24) | 12,9%                 |